# Rulles (plaats)
Rulles (Luxemburgs: Rill) is een plaats in de Belgische provincie Luxemburg en sinds de gemeentelijke herindeling van 1977 een deelgemeente van Habay, in het arrondissement Virton. Bij het dorp vloeien de Rulles en de Mandebras samen.

## Demografische ontwikkeling
- Bronnen:NIS, Opm:1831 tot en met 1970=volkstellingen

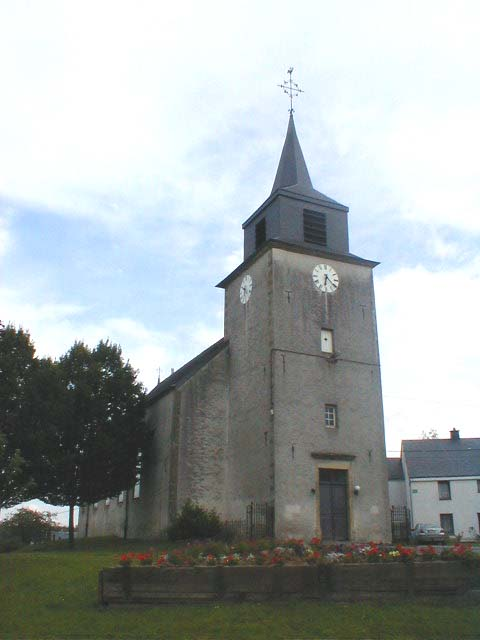
De kerk van Rulles.

## Geboren in Rulles
- Maurice Grevisse (1895-1980), grammaticus van de Franse taal

Deelgemeenten: Anlier · Habay-la-Neuve · Habay-la-Vieille · Hachy · Houdemont · Rulles

Overige dorpen: Harinsart · Marbehan · Nantimont · Orsainfaing · Pont d'Oye

Belgische gemeenten · Arrondissement Virton · Luxemburg · Wallonië